# Marinha das Ondas
Marinha das Ondas is een plaats (freguesia) in de Portugese gemeente Figueira da Foz en telt 3241 inwoners (2001).